# 陈启涛
陈启涛（1956年—），男，汉族，安徽天长人，中华人民共和国政治人物、第十一届全国人民代表大会安徽地区代表。

## 生平
早年毕业于安徽大学汉语言文学专业。2006年1月任蚌埠市人民政府市长。2008年当选第十一届全国人大代表。2008年7月任中共蚌埠市委书记。2012年8月任中共安徽省委副秘书长。2016年2月任安徽省人大常委会人事代表选举工作委员会主任。